# 機動娛樂
機動娛樂有限公司（英語：Running Team Limited），是一間香港娛樂公司。2020年3月時正式開啟YouTube頻道。

## 發展歷史
公司原為鄭中基的個人經理人公司，並開設YouTube頻道機動電視台RTV作為個人頻道，不定期發佈短片。在2019冠狀病毒病疫情期間開始轉營製作清談節目、綜藝娛樂節目等，曾與小薯茄、KidneyBuster等頻道合作。其中「匪夷所思」系列為最受歡迎。
2021年6月成立大佬好嘢 Daailouhouye品牌銷售周邊產品。
2023年2月為慶祝YouTube頻道機動電視台RTV 3週年，宣佈舉辦「機動兵工廠」演藝訓練班真人騷，招募幕前演員。在600多人海選中選出6位新人參與節目，包括：陸維德（Wade）、林美圻（米奇）、周芷慧（阿杰）、陳昭煊（超酸）、李煥林（Edwin）及何求。由周芷慧獲得「最佳員工」。
2024年8月3日，鄭中基宣佈因為經理人何慶湘工作及道德操守有問題，即時與機動娛樂暫停合作。及後機動娛樂宣佈經理人何慶湘已離職，鄭中基在完成現時工作後休息，直至另行通知。

## 旗下藝人
| 藝人                  | 藝人                      | 藝人                          | 藝人                           |
| --------------------- | ------------------------- | ----------------------------- | ------------------------------ |
| 鄭中基 （2018年至今） | 周芷慧（） （2023年至今） | 陳昭煊（超酸） （2023年至今） | 李煥林（Edwin） （2023年至今） |
| 何求 （2023年至今）   |                           |                               |                                |

### 已約滿／解約藝人
| 林美圻（米奇） （2023年至2024年） | 陸維德（Wade） （2023年至2024年） |  |  |

## 外部連結
- YouTube上的機動電視台RTV頻道
- Running Team 機動娛樂的Facebook專頁
- 機動電視台RTV的Instagram帳戶
- 玩咗先夠FUN的Instagram帳戶
- 大佬好嘢 Daailouhouye的Instagram帳戶
- 大佬好嘢 Daailouhouye的Facebook專頁
- 大佬好嘢 Daailouhouye網站 （页面存档备份，存于）